# كينجي تاكاو
كينجي تاكاو (باليابانية: 高尾憲司؛ بالكانا: たかお けんじ) هو منافس ألعاب قوى ياباني، ولد في 23 مارس 1975 في كيوتو في اليابان.

## وصلات خارجية
- كينجي تاكاو على موقع الاتحاد الدولي لألعاب القوى (الإنجليزية)